# لورنزو پائولی
لورنزو پائولی (انگلیسی: Lorenzo Paoli؛ زادهٔ ۱۷ فوریهٔ ۱۹۸۸) بازیکن فوتبال اهل ایتالیا است.